# Notopala
Notopala é um género de gastrópode  da família Viviparidae.
Este género contém as seguintes espécies:
- † Notopala albascopularis (Etheridge, 1902)
- Notopala essiengionensis (Frauenfeld, 1862)
- Notopala sublineata Conrad, 1850
  - Notopala sublineata sublineata Conrad, 1850
  - Notopala sublineata alisoni (Brazier, 1979)
  - Notopala sublineata hanleyi (Frauenfeld, 1864)
- †Notopala wanjacalda Cotton, 1935
- Notopala waterhousii (Adams & Angus, 1864)